# 杜利特山
杜利特山（马来语：Gunung Dulit，英语：Mount Dulit）是婆罗洲的一座山。它的顶峰海拔1,311米，位于马来西亚砂拉越州北部的峇南河源头。它是婆罗洲山脉的西部异常地区，大部分被山地热带雨林覆盖。它被用来为多种植物和动物命名，包括栗颊蟆口鸱（Dulit Frogmouth，Batrachostomus harterti）、白腹长嘴山鹑（Rhizothera dulitensis）、杜利特树蛙（Zhangixalus dulitensis）、杜利特鱼螈（Ichthyophis dulitensis）和Vatica dulitensis。在1891年，查尔斯·霍斯在这里采集了稀有且难以捉摸的霍氏缟灵猫的正模标本。